# جيم دونكان (لاعب كرة قدم أمريكية)
جيم دونكان (بالإنجليزية: Jim Duncan)‏ هو لاعب كرة قدم أمريكية أمريكي، ولد في 3 أغسطس 1946 في لانكستر في الولايات المتحدة، وتوفي بنفس المكان في 21 أكتوبر 1972.

## وصلات خارجية
- جيم دونكان على موقع مرجع كرة القدم المحترفة.كوم (الإنجليزية)